# Ligne Agatsuma
La ligne Agatsuma (吾妻線, Agatsuma-sen) est une ligne ferroviaire dans la préfecture de Gunma au Japon. Elle relie la gare de Shibukawa à celle d'Ōmae. La ligne fait partie du réseau de la East Japan Railway Company (JR East).
La ligne Agatsuma dessert de nombreux onsen.

## Histoire
La ligne ouvre le 2 janvier 1945 entre Shibukawa et Naganohara (aujourd'hui Naganohara-Kusatsuguchi) sous le nom de ligne Naganohara. La ligne est prolongée à Ōshi en 1952. En 1971 la section Naganohara-Ōshi ferme tandis qu'une nouvelle section Naganohara-Ōmae ouvre. La ligne est renommée ligne Agatsuma.

## Caractéristiques

### Ligne
- Longueur : 55,6 km
- Ecartement : 1 067 mm
- Alimentation : 1 500 Vcc par caténaire

### Services et interconnexion
Bien que la ligne commence officiellement à Shibukawa, tous les services continuent sur la ligne Jōetsu jusqu'à Takasaki. Un train express, le Kusatsu/Shima, relie la gare d'Ueno à Tokyo aux principales gares de la ligne.

### Liste des gares

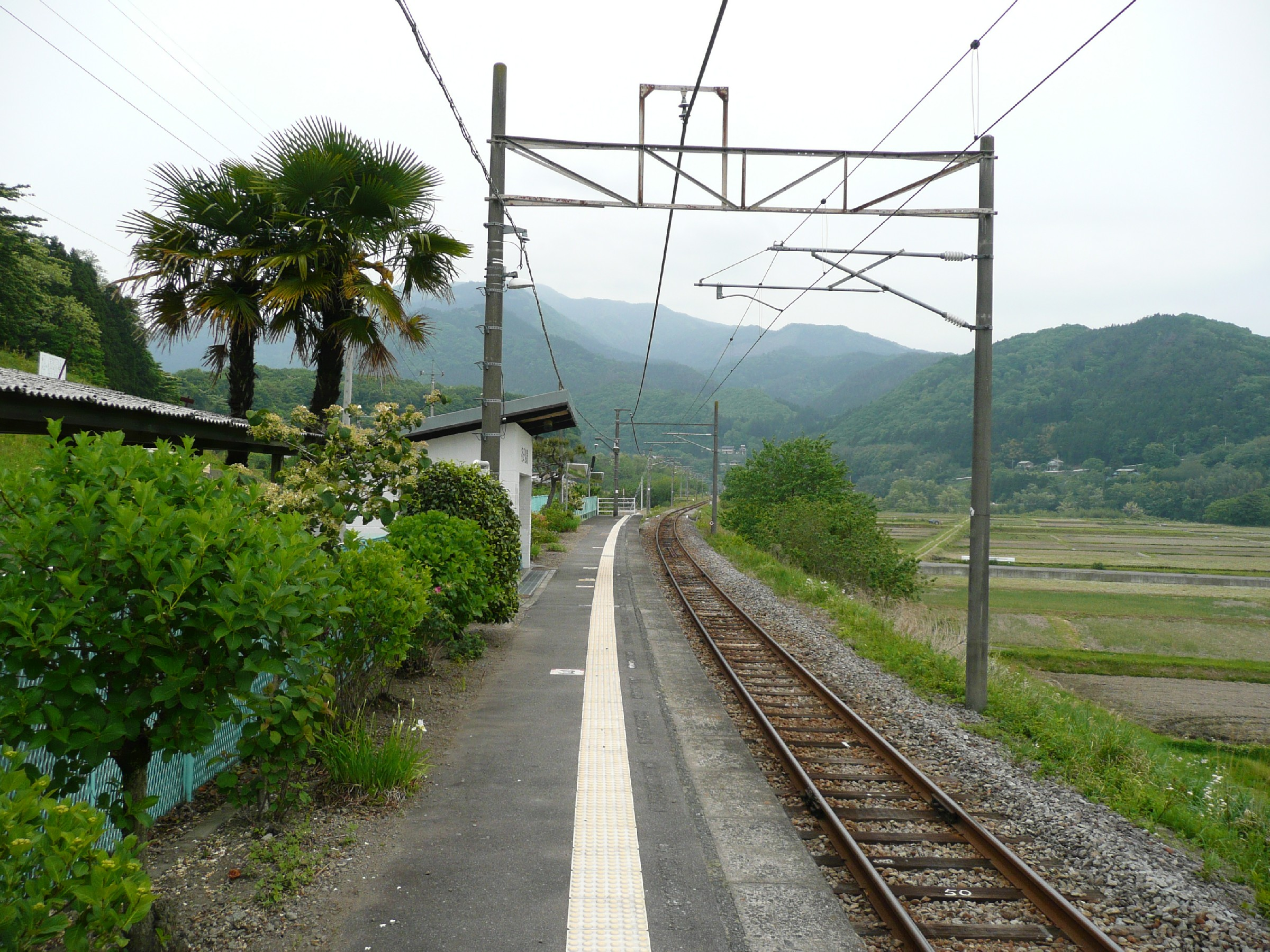
La ligne à Ubashima.

La ligne Agatsuma comporte 18 gares.
| Gare                    | Nom japonais | Distance depuis Shibukawa (km) | Correspondances                   | Localisation    |
| ----------------------- | ------------ | ------------------------------ | --------------------------------- | --------------- |
| Shibukawa               | 渋川         | 0                              | JR East : Jōetsu (interconnexion) | Shibukawa       |
| Kanashima               | 金島         | 5,5                            |                                   | Shibukawa       |
| Ubashima                | 祖母島       | 7,7                            |                                   | Shibukawa       |
| Onogami                 | 小野上       | 11,9                           |                                   | Shibukawa       |
| Onogami-Onsen           | 小野上温泉   | 13,7                           |                                   | Shibukawa       |
| Ichishiro               | 市城         | 16,4                           |                                   | Nakanojō        |
| Nakanojō                | 中之条       | 19,8                           |                                   | Nakanojō        |
| Gunma-Haramachi         | 群馬原町     | 22,9                           |                                   | Higashiagatsuma |
| Gōbara                  | 郷原         | 26,3                           |                                   | Higashiagatsuma |
| Yagura                  | 矢倉         | 28,0                           |                                   | Higashiagatsuma |
| Iwashima                | 岩島         | 30,5                           |                                   | Higashiagatsuma |
| Kawarayu-Onsen          | 川原湯温泉   | 36,4                           |                                   | Naganohara      |
| Naganohara-Kusatsuguchi | 長野原草津口 | 42,3                           |                                   |                 |
| Gunma-Ōtsu              | 群馬大津     | 44,5                           |                                   |                 |
| Haneo                   | 羽根尾       | 46,7                           |                                   |                 |
| Fukurogura              | 袋倉         | 49,6                           |                                   | Tsumagoi        |
| Manza-Kazawaguchi       | 万座・鹿沢口 | 52,5                           |                                   | Tsumagoi        |
| Ōmae (ja)               | 大前         | 55,6                           |                                   | Tsumagoi        |

## Matériel roulant

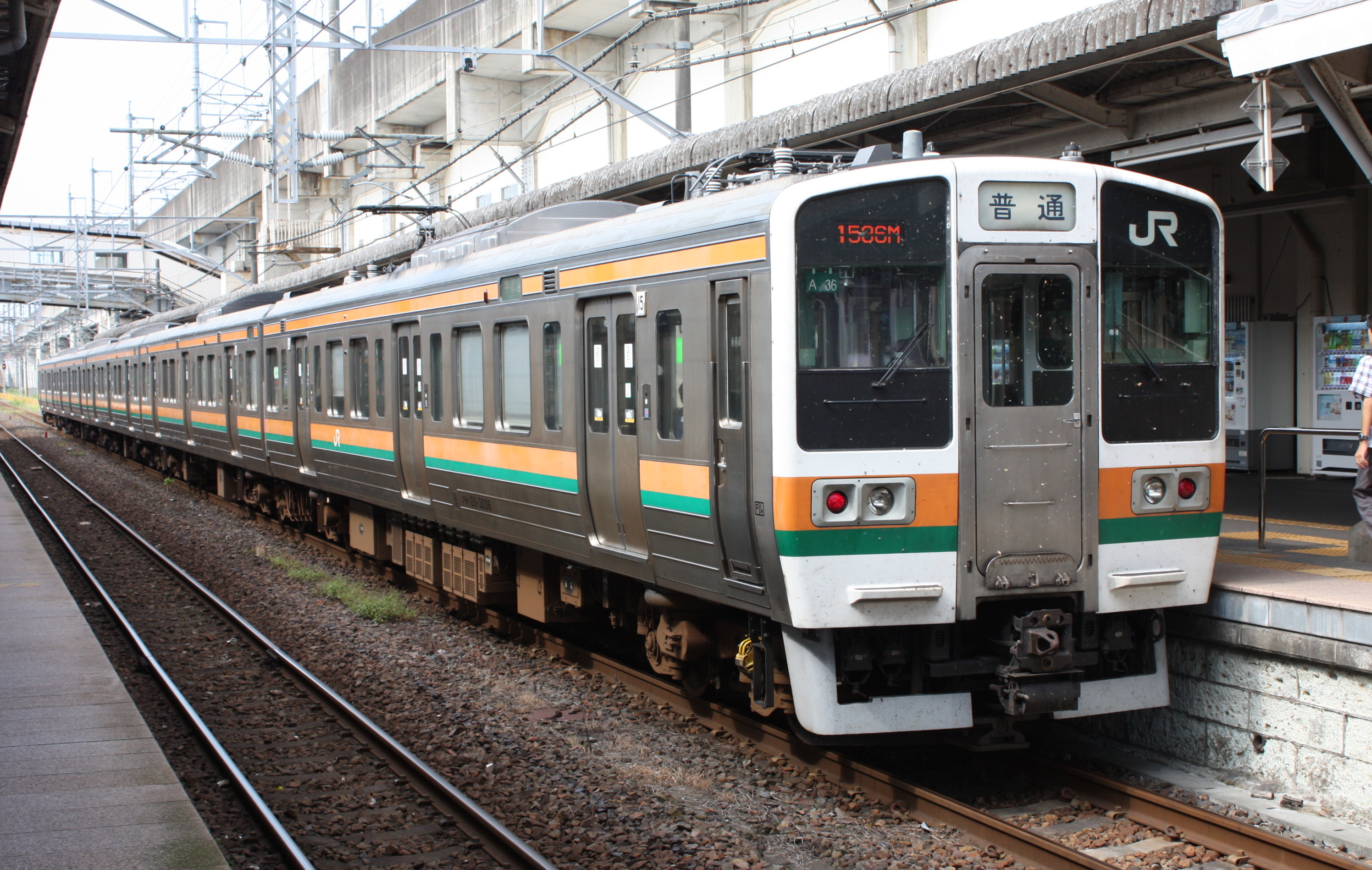
Série 211
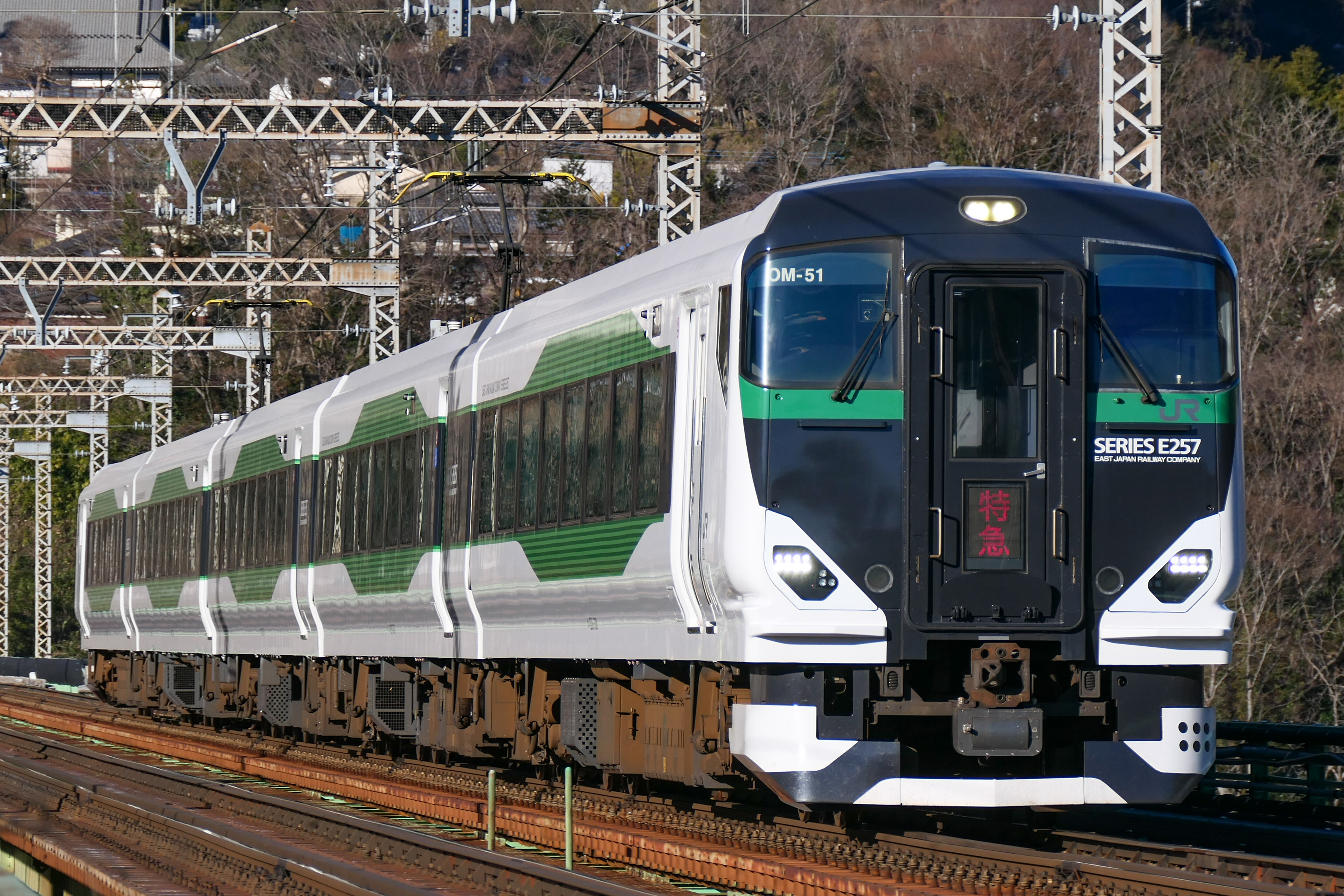
Série E257-5550 Kusatsu/Shima